# 出川昌人
出川 昌人（でがわ まさと、1957年 - ）は、日本の実業家、ポートフォリオマネージャー。ブラックロック日本法人代表取締役社長を務めた。

## 人物・経歴
福井県越前市出身。1973年福井県立武生高等学校入学。アトランティック・カレッジを経て、1979年オックスフォード大学理学部工学・経済学科大学院修了、修士。松下政経塾第1期生を経て、1982年ブルッキングス研究所入所。
モルガン・スタンレー・ジャパンの株式アナリストや、JPモルガン・アセット・マネジメント・シニア・ポートフォリオ・マネージャー等を経て、2007年ソシエテジェネラルアセットマネジメント（現アムンディ・ジャパン）社長。
2010年からアムンディ副社長兼最高運用責任者を経て、ブラックロック・ジャパン代表取締役社長を務め、2015年に退任したのちは、ヤラ・キャピタル・マネジメント上級顧問兼取締役、ユナイテッド・ワールド・カレッジ日本協会理事を経て、2018年アフィリエイティッド・ マネジャーズ・グループ日本担当上級顧問に就任。